# Luis Enrique
Luis Enrique, właśc. Luis Enrique Martínez García (ur. 8 maja 1970 w Gijón) – hiszpański piłkarz i trener piłkarski; zaliczony przez Pelégo do tzw. FIFA 100. Były selekcjoner reprezentacji Hiszpanii. Od 2023 jest trenerem Paris Saint-Germain.

## Życiorys
Po rozpoczęciu kariery w 1989 roku w Sportingu Gijón, Luis Enrique spędził większość swojej kariery w dwóch największych klubach hiszpańskich: Realu Madryt (1991–1996) oraz w FC Barcelonie (1996–2004). W 1996 roku nie przedłużył kontraktu z Real Madrytem (powodem był konflikt z zarządem klubu i kibicami) i przez wolny transfer przeniósł się do Barcelony. Przyjęty z rezerwą przez katalońskich kibiców, szybko wywalczył sobie zaufanie dzięki zaangażowaniu w grę. Przez 8 lat był jedną z największych gwiazd FC Barcelona. Bardzo szybko stał się jednym z największych antimadridistów w drużynie z Katalonii, co demonstrował każdorazowo po zdobyciu gola przeciwko Realowi Madryt.
Dla Reprezentacji Hiszpanii zagrał 63 mecze i strzelił 12 bramek. Grał na 3 Mistrzostwach Świata: 1994, 1998, 2002 oraz na Mistrzostwach Europy 1996. Był również w składzie złotej drużyny olimpijskiej z 1992 roku. Podczas Mistrzostw Świata 1994 w USA w meczu z Włochami, późniejszymi finalistami, został poturbowany przez jednego z rywali (Tasotti), który bezpardonowo złamał mu nos, co stało się jednym z bardziej pamiętnych momentów tych rozgrywek o Puchar Świata.
10 sierpnia 2004 roku, w wieku 34 lat, postanowił zakończyć piłkarską karierę.
19 czerwca 2008 roku został zaprezentowany jako trener FC Barcelony Atlètic.
8 czerwca 2011 roku został trenerem AS Roma.
8 czerwca 2012 roku zakończył pracę z włoskim klubem.
16 maja 2014 r. ogłosił, że opuszcza Celtę Vigo. Dwa dni później podpisał dwuletni kontrakt z FC Barceloną. Zastąpił na tym stanowisku Gerardo Martino.
17 maja 2015 r. zdobył swoje pierwsze mistrzostwo Hiszpanii jako trener. W przedostatniej kolejce ligi sezonu 2014/2015 jego zespół pokonał Atlético Madryt na wyjeździe 1:0 i przypieczętował 23. w historii klubu mistrzostwo kraju.
30 maja 2015 zdobył swój pierwszy puchar Hiszpanii jako trener. Jego zespół pokonał Athletic Bilbao 3:1 i to był 27. w historii klubu Puchar Króla. 6 czerwca 2015 roku wygrał Ligę Mistrzów pokonując Juventus Turyn 3:1. Po sezonie Enrique przedłużył kontrakt do 30 czerwca 2017 roku. 11 sierpnia 2015 r. wygrał ze swoim zespołem Superpuchar Europy pokonując Sevillę 5:4 po dogrywce. Było to 5. w historii zwycięstwo Barcelony w tych rozgrywkach. Jego zespół grał również w finale Superpucharu Hiszpanii, ale ostatecznie przegrał w dwumeczu 5:1. 20 grudnia 2015 r. zdobył Klubowe Mistrzostwo Świata pokonując w finale argentyński klub River Plate 3:0. 14 maja 2016 roku ponownie zdobył z Barceloną mistrzostwo Hiszpanii pokonując w ostatniej kolejce Primera División Granadę CF 3:0. Było to jego drugie mistrzostwo Hiszpanii w karierze trenerskiej i 24. mistrzostwo w historii klubu. 22 maja 2016 r. ponownie zdobył Puchar Króla. Jego zespół pokonał w finale Sevillę FC 2:0 po dogrywce. Był to jego drugi trenerski triumf w tych rozgrywkach i 28. w historii triumf Barcelony. 17 sierpnia 2016 roku dopisał do swojego dorobku swój pierwszy w karierze trenerskiej i 12. w historii klubu Superpuchar Hiszpanii. W dwumeczu finałowym Barcelona pokonała Sevillę FC 5:0 (2:0 i 3:0). 27 maja 2017 roku Enrique zdobył swoje 9 i ostatnie trofeum trenerskie w FC Barcelonie, którym został 3. w jego karierze trenerskiej i 29. w historii klubu Puchar Króla. W finale, który okazał się pożegnalnym meczem dla Enrique, FC Barcelona pokonała Deportivo Alavés 3:1.
1 marca 2017 ogłosił, że po zakończeniu sezonu 2016/2017 opuści stanowisko trenera Barcelony. 29 maja 2017 r. na tym stanowisku zastąpił go Ernesto Valverde.
9 lipca 2018 r. został nowym selekcjonerem reprezentacji Hiszpanii, zastępując na tym stanowisku Fernando Hierro. 19 czerwca 2019 z powodów rodzinnych zrezygnował z tej funkcji. Jak się później okazało, przyczyną była choroba córki, która zmarła 29 sierpnia 2019 r.. 19 listopada 2019 roku ponownie objął stanowisko selekcjonera reprezentacji Hiszpanii. Po nieudanych Mistrzostwach Świata 2022 8 grudnia 2022 pożegnał się ze stanowiskiem selekcjonera.
5 lipca 2023 ogłoszono, że zostanie trenerem Paris Saint-Germain, z którym podpisał kontrakt do 30 czerwca 2025. 7 lutego 2025 roku przedłużył umowę z Paris Saint-Germain do 30 czerwca 2027 roku. 31 maja 2025 jako szkoleniowiec Paris Saint-Germain pokonał w finale Ligi Mistrzów UEFA, Inter Mediolan 5:0 zapewniając pierwszy triumf w tych rozgrywkach w historii paryskiego zespołu.

## Sukcesy

### Piłkarz

#### Real Madrid CF
- La Liga: 1994/95
- Puchar Króla: 1992/93
- Superpuchar Hiszpanii: 1993

#### FC Barcelona
- La Liga: 1997/98, 1998/99
- Puchar Króla: 1996/97, 1997/98
- Superpuchar Hiszpanii: 1996
- Puchar Zdobywców Pucharów UEFA: 1996/97
- Superpuchar Europy: 1997

#### Reprezentacja
- Igrzyska Olimpijskie: 1992

#### Indywidualne
- FIFA 100

### Trener

#### FC Barcelona
- La Liga: 2014/15, 2015/16
- Puchar Króla: 2014/15, 2015/16, 2016/17
- Liga Mistrzów UEFA: 2014/15
- Superpuchar Europy: 2015
- Superpuchar Hiszpanii: 2016
- Klubowe Mistrzostwo Świata: 2015

#### Reprezentacja Hiszpanii
- III miejsce EURO 2020 (przegrany półfinał z Włochami),
- 1/8 finału Mistrzostw Świata 2022 (przegrana w 1/8 z Maroko)

#### Paris Saint-Germain
- Liga Mistrzów UEFA: 2024/25
- Mistrzostwo Francji Ligue1: 2023/24, 2024/25
- Puchar Francji: 2023/24, 2024/25
- Superpuchar Francji: 2023, 2024

#### Indywidualnie
- Trener sezonu w Primera División: 2014/15
- Najlepszy trener roku według World Soccer: 2015
- Trener Roku FIFA: 2015